# La Circuncisión (Signorelli)
La Circuncisión es una pintura de la Circuncisión de Jesús obra del pintor renacentista italiano Luca Signorelli, actualmente en la National Gallery en Londres, la obra fue pintada hacia 1490-1491.
La Circuncisión fue también cuando se le da su nombre a Jesús, y por esta época el énfasis de la devoción cristiana era el Sagrado Nombre de Jesús. La obra fue encargada por la confraternidad local del Sagrado Nombre de Jesús para el altar de la Capilla de la Circuncisión en la iglesia de San Francisco en Volterra, donde Signorelli estaba trabajando para los Medicis. Al igual que en muchas versiones renacentistas del tema se lo combina con la Presentación de Jesús al incluir en el plano posterior a Simeón. El artista e historiador del arte renacentista Giorgio Vasari analizó la pintura, e indicó que la misma estaba dañada por la humedad, el Infante fue repintado por Il Sodoma. La pintura fue comprada por la National Gallery en 1882.

## Descripción
El fondo es un nicho suntuoso con mármoles policromados, con dos medallones con las figuras de un profeta y una sibila. Tal vez es una referencia a la Pala de Brera obra de Piero della Francesca maestro de Signorelli. Ante ella se encuentra la escena con numerosas personas tomada de la Circuncisión de Jesús
Las franjas en las vestiduras del hombre a la izquierda eran un elemento común en la moda de la época, y es posible observarlos en varias pinturas contemporáneas, como por ejemplo "La flagelación" también obra de Signorelli.